# Hylemya brevistyla
Hylemya brevistyla är en tvåvingeart som beskrevs av Masayoshi Suwa 2002. Hylemya brevistyla ingår i släktet Hylemya och familjen blomsterflugor.
Artens utbredningsområde är Thailand. Inga underarter finns listade i Catalogue of Life.